# 祝田禰宜
祝田 禰宜（ほうだ ねぎ）は、戦国時代の神主。祝田郷の代表。

## 人物
蜂前神社の神主であり、この神社からは井伊家に関連する史料がよく伝えられている。永正8年（1511年）の井伊直平が発した、祝田助四郎の土地に関連する文書に禰宜の名前が見られる。享禄3年（1530年）、井伊家家臣・小野貞久から田地寄進される。他方では、小野兵庫助との領地に関連する争いが見られた。天文21年（1552年）、井伊直盛により祝田の市場の特権を得る。
永禄9年（1566年）、今川氏真による徳政令の発令後、今川家家臣・匂坂直興に主張し、小野道好を手玉に取り、2年後の永禄11年（1568年）に井伊氏により実行された。

## 登場作品
- おんな城主 直虎（2017年、NHK大河ドラマ） - 演：ダンカン